# Outpost – Zum Kämpfen geboren
Outpost – Zum Kämpfen geboren ist ein britischer Horrorfilm des Regisseurs Steve Barker aus dem Jahr 2008.

## Handlung
In einer Bar wird der Ex-Royal-Marine D.C. von einem mysteriösen Ingenieur namens Hunt damit beauftragt, ein Team aus kampferprobten Männern zusammenzustellen, was ihn bei der Sicherung von Bodenproben zur Mineraliensuche in einem Kriegsgebiet in Osteuropa beschützen soll. Zusammen mit dem Anführer D.C. und seinem Team aus 6 weiteren Söldnern, darunter ehemalige Soldaten der Marines und der Speznas, macht sich Hunt auf den Weg in ein Niemandsland mitten in der umkämpften Zone.
Als sie auf einen alten Weltkriegsbunker der Nazis stoßen, wird jedoch der eigentliche Auftrag des Ingenieurs Hunt deutlich, denn er beginnt seine Forschungen innerhalb der Anlage. Dabei findet das Team eine Kammer voller Leichen, aus der zwar ein Überlebender geborgen wird, dieser wirkt geistig jedoch völlig abwesend. Da sich schnell herausstellt, dass die Mission nichts mit der Suche nach Mineralien zu tun hat und Hunt das Missionsziel nicht preisgibt, beginnt das Team über den Sinn der Mission zu spekulieren. Anfangs ist man der Annahme, dass Hunt auf der Suche nach verschollenem Nazi-Gold wäre, doch es ereignen sich immer mehr rätselhafte Vorfälle. So werden die Funkgeräte der Söldner ständig von seltsamen Signalen gestört und sind schließlich unbrauchbar. Der erste Mitstreiter der Söldnertruppe verschwindet plötzlich spurlos bei einem nächtlichen Feuergefecht, jedoch haben die ausgelegten Minen und Stolperdrähte nicht ausgelöst. Zudem findet sich am letzten Aufenthaltsort des Verschwundenen ein Eisernes Kreuz der deutschen Wehrmacht. Der verschwundene Söldner wird von Unbekannten gefoltert und auf brutale Weise ermordet, was auch das Team durch seine Schreie mitbekommt. Als wenig später der zweite Söldner unbemerkt auf grausame Weise getötet wird, wächst der Druck auf Hunt, da die Männer aufgrund der Vorfälle wissen wollen, was das Ziel der Mission ist und mit welchem Gegner sie es zu tun haben. Dabei stellt sich heraus, dass von den Nazis in dem Bunker gegen Ende des Zweiten Weltkriegs Menschenversuche durchgeführt wurden. Eine Maschine, erfunden, um deutsche Soldaten unverwundbar zu machen, steht im Fokus des Ingenieurs und soll von ihm für seine Auftraggeber geborgen werden, das Evakuierungsteam hierfür ist bereits angefordert. Mit der Maschine wurden die damit behandelten Soldaten in Magnetfeldern gefangen, in denen sie sich noch immer befinden und in denen sie durch Waffengewalt nicht zu stoppen sind. Ziel davon war es, eine Armee aus unverwundbaren Soldaten an jeden Ort der Welt teleportieren zu können, um so das Blatt zum Sieg für die Nazis wenden zu können. Seit ihrer Erschaffung sind die Kreaturen unverwundbar und darauf optimiert, alles auszulöschen, was ihnen in die Quere kommt. Dabei sind sie durch ihre Teleportations-Fähigkeit in der Lage, vor den Augen des Teams plötzlich aufzutauchen und wieder zu verschwinden, weshalb auch keine Minen oder Stolperdrähte ausgelöst wurden.
Als das Team einen alten Dokumentarfilm entdeckt, auf dem sich der gefundene Überlebende als Kommandant der Bunkeranlage und Anführer der Kreaturen herausstellt, versucht einer der Söldner ihn zu töten. Jedoch ist dieser, da er wie die anderen Kreaturen unverwundbar ist, von dem Kopfschuss wenig beeindruckt. Erneut verschwindet und stirbt einer der Söldner, kurz nachdem sich der Anführer der Kreaturen plötzlich in Luft auflöst.
Die letzte Möglichkeit zu überleben besteht darin, die Maschine, mit der die Kreaturen erschaffen wurden, gegen sie zu verwenden. Hunt und die verbliebenen Söldner versuchen, die Kreaturen so nahe wie möglich an die Maschine zu locken, wobei das gesamte restliche Team bis auf D.C. und Hunt ausradiert wird. Auch wenn die Maschine, die Albert Einsteins Einheitliche Feldtheorie nutzt, kurzzeitig von Hunt zum Laufen gebracht wird und die Zombies lahmlegt, kann der Generator des Bunkers den nötigen Strom nicht länger aufrechterhalten. D.C. wird am Bein verletzt und opfert sich für Hunt. Dieser versucht, durch die Lüftung zu fliehen, wird jedoch am Ende getötet. Danach triff der von Hunt angeforderte Evakuierungstrupp ein und dieser wird ebenfalls wieder nachts von den Nazi-Zombies überfallen.

## Kritiken
„Brutaler Horrorfilm, dessen abstruse Geschichte so angelegt ist, dass möglichst viele Mitwirkende in klaustrophobischer Enge auf recht drastische Weise ihr Leben aushauchen.“

„Die gute Besetzung trägt dazu bei, das Konventionelle der Charaktere ein wenig zu dämpfen, die Zweidimensionalität der Figuren zumindest etwas plastischer erscheinen zu lassen. Die Regie vermag es, im ersten Drittel des Filmes ein ordentliches Maß an Spannung aufzubauen. Einmal im Bunker angekommen, flacht die Kurve ab; es gibt einige passable Schrecksekunden, die aber mühelos in der großen ‚Kenn ich schon‘-Schublade Platz finden. Die triste Farbgebung passt zur Thematik und sorgt für ein Mindestmaß an Atmosphäre, wirkt über die gesamte Laufzeit aber monoton. […] Das Ende wiederum ist nervig. Es erscheint nicht nur sehr kalkuliert und aufgesetzt, sondern lässt am Sequelnäherungsradar die roten Alarmlämpchen glühen. Selbst wenn es nicht dazu kommen sollte, so ist diese Art, Stories zu beschließen, einfach zu abgedroschen, um einen wirklich positiven Gesamteindruck hinterlassen zu können.“

## Hintergründe
In den Vereinigten Staaten wurde der Film am 18. März 2008 auf DVD veröffentlicht. Die Veröffentlichung in Deutschland erfolgte am 5. Juni 2008 auf DVD sowie am 9. April 2011 auf ProSieben als Free-TV-Premiere.

## Fortsetzung
Im Jahr 2011 wurde der Dreh einer Fortsetzung begonnen: Outpost 2: Black Sun, die am 27. April 2012 in Deutschland direkt auf DVD erschienen ist. 2013 erschien Outpost: Rise of the Spetsnaz.